# Národní skupština Republiky srbské

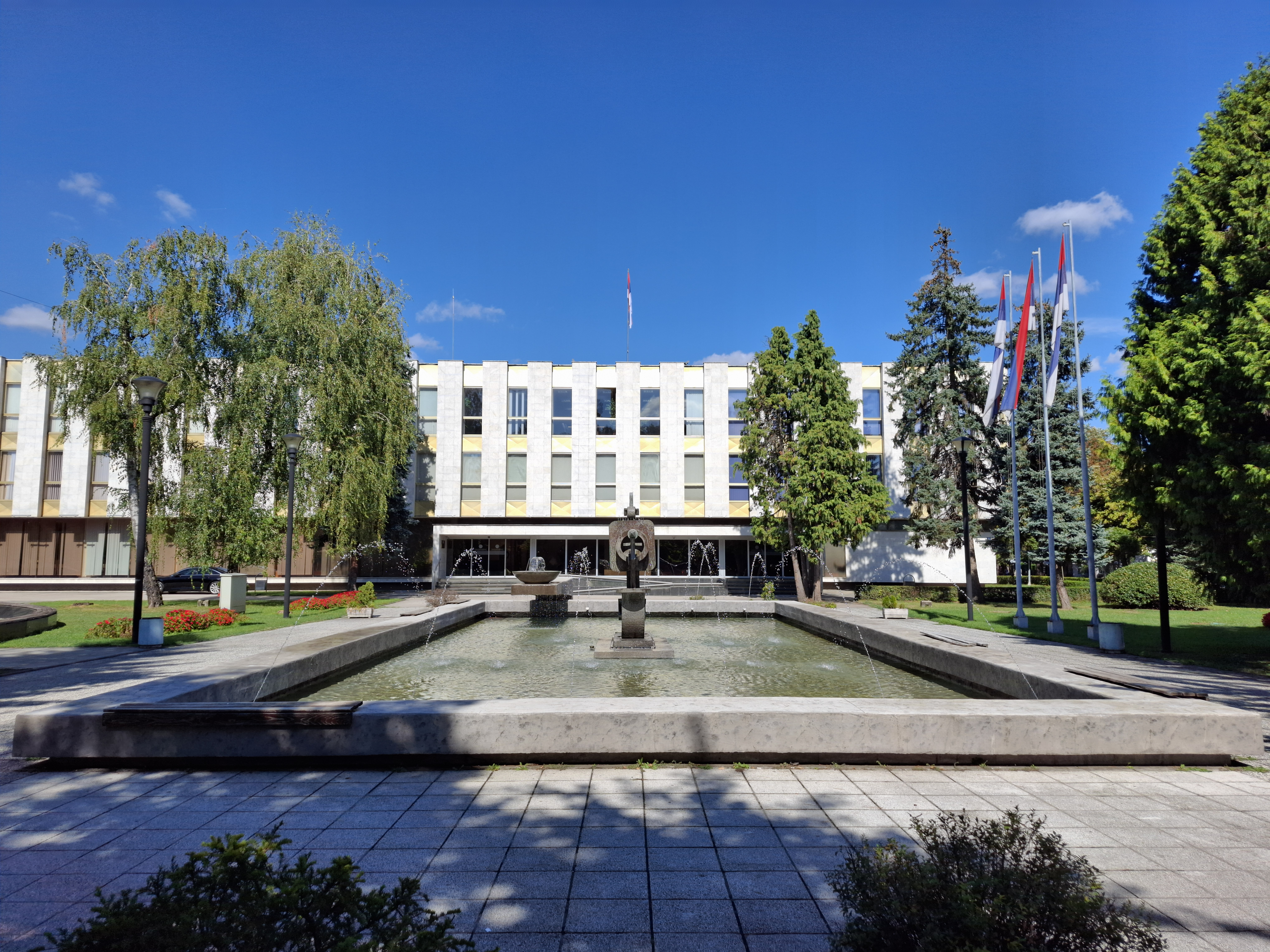
Sídlo parlamentu.

Složení parlamentu po volbách v roce 2022. Největší skupinou je Svaz nezávislých sociálních demokratů.

Národní skupština Republiky srbské (srbsky Народна скупштина Републике Српске, zkr. НСРС/NSRS) je hlavní zákonodárný orgán Republiky srbské v Bosně a Hercegovině. Sídlí na adrese Trg jasenovačkih žrtava 1 v Banja Luce v bývalém domu Armády.

## Historie
Orgán byl ustanoven dne 24. října 1991 v předvečer války v Bosně a Hercegovině jako Skupština srbského národa Bosny a Hercegoviny se sídlem v Sarajevu. Založili jej poslanci srbských stran v parlamentu Bosny a Hercegoviny na základě práva na sebeurčení národů.
Vzhledem k obléhání města za války byl přesídlen nejprve do Pale, kde zůstal do roku 1998 a poté do Banja Luky, kde sídlí do současnosti. Na Jahorině byl tímto orgánem 17 hodin diskutován navrhovaný Vance-Owenův plán (nakonec byl odmítnut), což byla rekordní délka zasedání.
V letech 1991 až 1996 v něm byli přítomni zástupci Srbské demokratické strany, kteří byli zvoleni v roce 1990. V únoru 1992 v něm měla Srbská demokratická strana 72 křesel, 4 potom Svaz reformních sil a jedno Srbské hnutí obnovy.  
Po skončení války v Bosně a Hercegovině a podepsání Daytonské dohody převzala Národní skupština Republiky srbské (již pod tímto názvem) přímou odpovědnost na provádění obnovy státu a změn zákonů do současné podoby.
V současné době má Skupština Republiky srbské 83 zákonodárců volených na 4 roky; do roku 2002 bylo volební období dvouleté. Poslední volby se uskutečnily v roce 2022.
Národní skupština rovněž navrhuje a schvaluje změny Ústavy Republiky srbské. Ústavní dodatky, které byly navrženy v roce 2025, byly součástí vnitrobosenské krize., Některé dříve přijaté zákony byly rovněž zrušeny Vysokým představitelem pro Bosnu a Hercegovinu. 

## Předsedové
Předsedou Národní skupštiny Republiky srbské je Nenad Stevandić. V minulosti byli předsedové následující:
- Momčilo Krajišnik (25. října 1991 — květen 1996)
- Dragan Kalinić (květen 1996 — 4. listopadu 1998)
- Petar Đokić (4. listopadu 1998 — 16. prosince 2000)
- Dragan Kalinić (16. prosince 2000. — 29. června 2004)
- Dušan Stojičić (20. července 2004. — 28. února 2006)
- Igor Radojičić (28. února 2006. — 24. listopadu 2014)
- Nedeljko Čubrilović (24. listopadu 2014. — 15. listopadu 2022)
- Nenad Stevandić (od 15. listopadu 2022)